# Megarhopaea gigas
Megarhopaea gigas är en skalbaggsart som beskrevs av Lea 1916. Megarhopaea gigas ingår i släktet Megarhopaea och familjen Melolonthidae. Inga underarter finns listade i Catalogue of Life.